# حجل كستنائي الرأس
سمان كستنائي الرأس (الاسم العلمي: Arborophila cambodiana) هو نوع من أسرة حجلاوات.